# Slaget i Sagamibukten
Slaget i Sagamibukten var ett sjöslag utanför Bōsōhalvöns spets på ön Honshu natten till den 22 juli 1945, som en del av Stillahavskriget under andra världskriget. Det var den sista sjöstriden under kriget. Jagaren Squadron 61 (DesRon 61) från den amerikanska flottan mötte en japansk konvoj bestående av två fraktfartyg och två mindre eskortfartyg, 1 minsvepare och 1 ubåtsjägare, från den kejserliga japanska flottan. Amerikanerna sänkte ett fraktfartyg, No.5 Hakutetsu Maru på 810 ton, och skadade ett annat fraktfartyg, Enbun Maru på 7 030 ton. De japanska eskortfartygen skadades inte.

### Fotnoter
1. ↑  ”Japanese Subchasers” (på engelska). http://www.combinedfleet.com/CH-42_t.htm. Läst 30 augusti 2019.
2. ↑   Shootout in Tokyo Bay. http://www.ussdehaven.org/tokyo_shootout.htm. Läst 30 augusti 2019